# Amela Terzić
Amela Terzić (ur. 2 stycznia 1993 w Priboju) – serbska lekkoatletka, bośniackiego pochodzenia specjalizująca się w biegach średnich oraz długich.
Na początku kariery międzynarodowej zdobyła w biegu na 1500 metrów w 2009 brąz mistrzostw świata juniorów młodszych. W tym samym sezonie była finalistką mistrzostw Europy juniorów w biegach na 1500 oraz 3000 metrów i zdobyła dwa medale na tych dystansach podczas letniego olimpijskiego festiwalu młodzieży Europy. Pobiegła w finale mistrzostw świata juniorów w Moncton (2010) zajmując ósme miejsce w biegu na 1500 metrów. Duże sukcesy odniosła w 2011 podczas mistrzostw Europy juniorów zdobywając dwa złote medale w biegach na 1500 i 3000 metrów.  Wicemistrzyni świata juniorek z 2012 w biegu na 1500 metrów. W 2013 została młodzieżową mistrzynią Europy oraz zajęła trzecie miejsce w plebiscycie na  wschodzącą gwiazdą europejskiej lekkoatletyki organizowanym przez European Athletics.
Startuje także w zawodach w biegach przełajowych. W tej konkurencji uczestniczyła w 2011 w mistrzostwach świata w biegu na przełaj, w 2010, 2011, 2012 i 2013 startowała w mistrzostwach Europy w biegu na przełaj (zdobywając we wszystkich występach medale indywidualne). W 2011 została podwójną mistrzynią krajów bałkańskich w przełajach (indywidualnie i drużynowo), a w 2012 na tej imprezie wywalczyła złoto indywidualnie i brąz w drużynie.
Wielokrotna złota medalistka mistrzostw Serbii na różnych dystansach.

## Osiągnięcia
| Rok  | Impreza                                             | Miejsce          | Konkurencja        | Pozycja     | Wynik   |
| ---- | --------------------------------------------------- | ---------------- | ------------------ | ----------- | ------- |
| 2009 | Mistrzostwa świata juniorów młodszych               | Tyrol Południowy | bieg na 1500 m     | 3. miejsce  | 4:16,71 |
| 2009 | Mistrzostwa Europy juniorów                         | Nowy Sad         | bieg na 1500 m     | 9. miejsce  | 4:16,71 |
| 2009 | Mistrzostwa Europy juniorów                         | Nowy Sad         | bieg na 3000 m     | 6. miejsce  | 9:22,44 |
| 2009 | Letni olimpijski festiwal młodzieży Europy          | Tampere          | bieg na 1500 m     | 3. miejsce  | 4:22,46 |
| 2009 | Letni olimpijski festiwal młodzieży Europy          | Tampere          | bieg na 3000 m     | 1. miejsce  | 9:17,90 |
| 2009 | Mistrzostwa Europy w biegach na przełaj             | Dublin           | bieg juniorów      | 12. miejsce | 14:42   |
| 2010 | Mistrzostwa świata juniorów                         | Moncton          | bieg na 1500 m     | 8. miejsce  | 4:19,03 |
| 2011 | Mistrzostwa Europy w biegach na przełaj             | Albufeira        | bieg juniorów      | 2. miejsce  | 12:59   |
| 2011 | Mistrzostwa krajów bałkańskich w biegach na przełaj | Kragujevac       | bieg juniorów      | 1. miejsce  | 13:38   |
| 2011 | Mistrzostwa świata w biegach na przełaj             | Punta Umbría     | bieg juniorów      | 32. miejsce | 20:56   |
| 2011 | Mistrzostwa Europy juniorów                         | Tallinn          | bieg na 1500 m     | 1. miejsce  | 4:15,40 |
| 2011 | Mistrzostwa Europy juniorów                         | Tallinn          | bieg na 3000 m     | 1. miejsce  | 9:17,61 |
| 2011 | Mistrzostwa Europy w biegach na przełaj             | Velenje          | bieg juniorów      | 3. miejsce  | 13:22   |
| 2012 | Halowe mistrzostwa krajów bałkańskich               | Stambuł          | bieg na 1500 m     | 4. miejsce  | 4:26,53 |
| 2012 | Mistrzostwa krajów bałkańskich w biegach na przełaj | Darıca           | bieg juniorów      | 1. miejsce  | 13:28   |
| 2012 | Mistrzostwa świata juniorów                         | Barcelona        | bieg na 1500 m     | 2. miejsce  | 4:07,59 |
| 2012 | Mistrzostwa krajów bałkańskich                      | Eskişehir        | bieg na 3000 m     | 1. miejsce  | 9:24,72 |
| 2012 | Mistrzostwa krajów bałkańskich                      | Eskişehir        | bieg na 1500 m     | 1. miejsce  | 4:24,06 |
| 2012 | Mistrzostwa Europy w biegach na przełaj             | Budapeszt        | bieg juniorów      | 1. miejsce  | 13:29   |
| 2013 | Halowe mistrzostwa krajów bałkańskich               | Stambuł          | bieg na 3000 m     | 3. miejsce  | 9:06,38 |
| 2013 | II liga drużynowych mistrzostw Europy               | Kowno            | bieg na 800 m      | 3. miejsce  | 2:04,67 |
| 2013 | II liga drużynowych mistrzostw Europy               | Kowno            | bieg na 1500 m     | 1. miejsce  | 4:26,73 |
| 2013 | Młodzieżowe mistrzostwa Europy                      | Tampere          | bieg na 1500 m     | 1. miejsce  | 4:05,69 |
| 2013 | Mistrzostwa krajów bałkańskich                      | Stara Zagora     | bieg na 1500 m     | 1. miejsce  | 4:16,27 |
| 2013 | Mistrzostwa krajów bałkańskich                      | Stara Zagora     | bieg na 3000 m     | 1. miejsce  | 9:18,60 |
| 2013 | Mistrzostwa świata                                  | Moskwa           | bieg na 1500 m     | eliminacje  | 4:27,89 |
| 2013 | Mistrzostwa Europy w biegach na przełaj             | Belgrad          | bieg młodzieżowców | 2. miejsce  | 19:46   |
| 2014 | Mistrzostwa Europy                                  | Zurych           | bieg na 1500 m     | 12. miejsce | 4:19,11 |
| 2014 | Mistrzostwa Europy w biegach przełajowych           | Samokow          | bieg młodzieżowców | 10. miejsce | 23:04   |
| 2015 | Halowe mistrzostwa Europy                           | Praga            | bieg na 3000 m     | eliminacje  | 9:17,73 |
| 2015 | II liga drużynowych mistrzostw Europy               | Stara Zagora     | bieg na 800 m      | 1. miejsce  | 1:59,90 |
| 2015 | II liga drużynowych mistrzostw Europy               | Stara Zagora     | bieg na 1500 m     | 1. miejsce  | 4:16,13 |
| 2015 | Młodzieżowe mistrzostwa Europy                      | Tallinn          | bieg na 1500 m     | 1. miejsce  | 4:04,77 |
| 2015 | Mistrzostwa świata                                  | Pekin            | bieg na 1500 m     | półfinał    | 4:13,92 |
| 2015 | Mistrzostwa Europy w biegach przełajowych           | Hyères           | bieg młodzieżowców | 3. miejsce  | 19:49   |
| 2016 | Mistrzostwa Europy                                  | Amsterdam        | bieg na 1500 m     | 12. miejsce | 4:37,70 |
| 2016 | Igrzyska olimpijskie                                | Rio de Janeiro   | bieg na 800 m      | półfinał    | 2:03,81 |
| 2016 | Igrzyska olimpijskie                                | Rio de Janeiro   | bieg na 1500 m     | eliminacje  | 4:15,17 |
| 2017 | Halowe mistrzostwa Europy                           | Belgrad          | bieg na 1500 m     | 8. miejsce  | 4:25,15 |
| 2017 | Mistrzostwa świata                                  | Londyn           | bieg na 1500 m     | eliminacje  | 4:08,55 |
| 2018 | Igrzyska śródziemnomorskie                          | Tarragona        | bieg na 800 m      | eliminacje  | 2:08,38 |
| 2018 | Igrzyska śródziemnomorskie                          | Tarragona        | bieg na 1500 m     | 7. miejsce  | 4:19,13 |
| 2018 | Mistrzostwa Europy                                  | Berlin           | bieg na 1500 m     | eliminacje  | 4:17,22 |
| 2019 | Halowe mistrzostwa Europy                           | Glasgow          | bieg na 1500 m     | 9. miejsce  | 4:24,20 |

## Rekordy życiowe
- bieg na 800 metrów – 1:59,90 (20 czerwca 2015, Stara Zagora) rekord Serbii
- bieg na 800 metrów (hala) – 2:03,27 (5 lutego 2017, Belgrad) rekord Serbii
- bieg na 1000 metrów – 2:39,79 (26 sierpnia 2012, Dubnica nad Váhom) rekord Serbii
- bieg na 1500 metrów – 4:04,77 (12 lipca 2015, Tallinn) rekord Serbii
- bieg na 1500 metrów (hala) – 4:08,48 (17 lutego 2019, Stambuł) rekord Serbii
- bieg na 3000 metrów – 8:57,20 (27 maja 2015, Salzburg)
- bieg na 3000 metrów (hala) – 9:03,39 (1 marca 2016, Belgrad) rekord Serbii